# (422787) 2001 WS1
(422787) 2001 WS1 est un astéroïde Apollon et aréocroiseur découvert le 17 novembre 2001 par LINEAR.
Sa distance minimale d'intersection de l'orbite terrestre est de 0,01503 ua soit 2 248 500 km. Il est classé comme potentiellement dangereux.

## Orbite
(422787) 2001 WS1 a un périhélie de 0,987 UA et un aphélie de 4,19 UA. Il met 1523 jours pour faire le tour du Soleil.

## Passage près de la Terre
(422787) 2001 WS1 passera à 4 269 500 km de la Terre le 28 septembre 2043.